# Blaj
Blaj là một đô thị thuộc hạt Alba, România. Dân số thời điểm năm 2002 là 20758 người.